# Лисичкино (Новгородська область)
Лисичкино (рос. Лисичкино) — присілок в Поддорському районі Новгородської області Російської Федерації.
Населення становить 36 осіб. Входить до складу муніципального утворення Поддорське сільське поселення.

## Історія
Від 2004 року входить до складу муніципального утворення Поддорське сільське поселення

## Населення
| 2010 |
| ---- |
| 36   |